# Жаково (Босна и Херцеговина)
Жаково (на сръбски: Жаково) е село в Босна и Херцеговина, разположено в община Требине, в ентитета на Република Сръбска. Населението му според преброяването през 2013 г. е 55 души, от тях: 55 (100,00 %) сърби.

## Население
Численост на населението според преброяванията през годините:
- 1961 – 174 души
- 1971 – 138 души
- 1981 – 113 души
- 1991 – 84 души
- 2013 – 55 души